# Albă ca Zăpada și Roșie ca Trandafirul (film din 1979)
Albă ca Zăpada și Roșie ca Trandafirul (titlul original: în germană Schneeweißchen und Rosenrot) este un film de basm est-german, realizat în 1979 de regizorul Siegfried Hartmann în studiourile DEFA, după basmul omonim al Fraților Grimm, protagoniști fiind actorii Julie Jurištová, Katrin Martin, Bodo Wolf și Pavel Trávníček.

## Rezumat
Doi prinți se întâlnesc cu cele două surori Albă ca Zăpada și Roșie ca Trandafirul la piață și află despre un Spirit al muntelui sub forma unui pitic care locuiește în tunelul din pădurea în care surorile locuiesc cu mama lor. Prin răutatea și lăcomia lui, a ucis aproape toți minerii sau i-a alungat din pădure. Cei doi prinți pleacă în căutarea Spiritului muntelui, care îi transformă pe Michael într-un urs iar pe Andreas în șoim. Cu toate acestea, ei câștigă dragostea celor două surori. Spiritul malefic al muntelui este înfrânt, iar prinții își recapătă forma umană.

## Distribuție
- Julie Jurištová – Albă ca Zăpada (Schneeweißchen)
- Katrin Martin – Roșie ca Trandafirul (Rosenrot)
- Pavel Trávníček – Michael
- Bodo Wolf – Andreas
- Hans-Peter Minetti – Spiritul muntelui
- Johannes Wieke – bunicul Matthias
- Annemone Haase – mama Gertrud
- Hanjo Mende – Klaus
- Pedro Hebenstreit – Ursul
- Helmut Schreiber – Bertram
- Erich Löwel – Dietmar
- Erik S. Klein – regele
- Hannes Stelzer – negustorul ambulant